# José Ángel Pozo
José Ángel Pozo la Rosa (Málaga, 15 maart 1996) is een Spaans voetballer die doorgaans als aanvaller speelt. Hij verruilde UD Almería in juli 2018 voor Rayo Vallecano.

## Clubcarrière
Op elfjarige leeftijd trok Pozo naar de jeugdopleiding van Real Madrid. Daar werd hij vijf jaar later weggeplukt door Manchester City. Op 24 september 2014 maakte hij zijn profdebuut, in de League Cup tegen Sheffield Wednesday. Door blessures van Sergio Agüero en Stevan Jovetić mocht hij plaatsnemen op de bank. Na 64 minuten werd hij bij een 4-0 voorsprong ingebracht voor Yaya Touré. Twee minuten voor het verstrijken van de reguliere speeltijd maakte hij het zesde doelpunt voor City. In de extra tijd zette Frank Lampard de 7-0 score op het bord.

## Clubstatistieken
| Seizoen | Club               | Land     | Competitie         | Wed. | Doelp. |
| ------- | ------------------ | -------- | ------------------ | ---- | ------ |
| 2014/15 | Manchester City FC | Engeland | Premier League     | 3    | 0      |
| 2015/16 | UD Almería         | Spanje   | Segunda División A | 29   | 4      |
| 2016/17 | UD Almería         | Spanje   | Segunda División A | 36   | 0      |
| 2017/18 | UD Almería         | Spanje   | Segunda División A | 39   | 2      |
| 2018/19 | Rayo Vallecano     | Spanje   | Primera División   | 29   | 3      |
| 2019/20 | Rayo Vallecano     | Spanje   | Segunda División A | 23   | 3      |
| 2020/21 | Rayo Vallecano     | Spanje   | Segunda División A | 33   | 3      |
| 2021/22 | Rayo Vallecano     | Spanje   | Primera División   | 5    | 0      |
| 2021/22 | → Al-Ahli SC       | Qatar    | Qatar Stars League | 9    | 4      |
| 2022/23 | Rayo Vallecano     | Spanje   | Primera División   | 8    | 0      |
| 2023/24 | Rayo Vallecano     | Spanje   | Primera División   | 2    | 0      |
| Totaal  | Totaal             | Totaal   | Totaal             | 216  | 19     |

## Interlandcarrière
Pozo kwam uit voor diverse Spaanse nationale jeugdselecties.
1 Cárdenas ·
2 Rațiu ·
3 Chavarría ·
4 Díaz ·
5 Aridane ·
6 Ciss ·
7 Isi ·
8 Trejo  ·
9 De Tomás ·
10 James ·
11 Nteka ·
12 Guardiola ·
13 Batalla ·
14 Camello ·
15 Gumbau ·
16 Mumin ·
17 U. López ·
18 Á. García ·
19 de Frutos ·
20 Balliu ·
21 Embarba ·
22 Espino ·
23 Valentín ·
24 Lejeune ·
25 Montiel ·
27 Pelayo ·
29 Méndez ·
Coach: Pérez
· Assistent-coach: Adrián